# 0930
0930（おくさま）は、2000年にメジャーデビュー、2004年3月31日に解散した宮崎県西都市出身の女性2人組の音楽グループである。所属レコード会社は株式会社ヒートウェーブ（HEAT WAVE）→日本コロムビア・コロムビアミュージックエンタテインメント(HEAT WAVEレーベル)。マネジメントはヤマハ音楽振興会であった。
グループ名の由来は、女性用かつらの問い合わせダイヤルに含まれた「0930」から。

## メンバー
- 児玉美代（こだま みよ（通称:おだま）、1982年12月27日 - ） ：ボーカル・ハーモニカ・タンバリン
- 梅原恵里（うめはら えり（通称:うめぱら）、1982年5月9日 - ）：ギター・ボーカル

両者とも宮崎県立西都商業高校卒業。垢抜けないルックス、朴訥な宮崎弁、「地方都市の普通の女子高生」を押し出した素朴な楽曲は、安室奈美恵のようなR&B系の踊れるアイドルが全盛期だった2000年代初期のJポップにおいてかなりの異彩を放っていた。そのことが逆にインパクトになって注目され、知名度を高めた。本人達もそれを熟知していたようであり、「私たちはブスだから売れた」と時折語っていた。

## 来歴
- 1999年に、高校の同級生であった児玉と梅原が意気投合して結成。西都市内の「ぞうさん公園」などでストリートライブを行っていた。
- 1999年11月にTEEN'S MUSIC FESTIVAL 全国大会に後のデビュー曲となる『山田君』で出場。これを機に2000年1月頃にインディーズで『山田君』CDシングルを宮崎県内で発売し、1400枚[1]または2000枚を超える[2]売上を記録した。
- この時期に「1億人の大質問!?笑ってコラえて!」の「日本列島女子高生の旅」で取り上げられたことがある。その当時、インディーズでリリースしたシングル『山田君』が、オリコンチャートの宮崎のランキングで当時全国的にヒットしていたサザンオールスターズの『TSUNAMI』を抜いて首位になったこともある。
- 2000年7月29日に、シングル『山田君』でHEAT WAVE（日本コロムビアから分社化したレコード会社）からメジャーデビューした。メジャー盤『山田君』の売上は10万枚を超えた[1]。
- 直後の2000年8月6日に放送されたテレビ番組「スーパーナイト」で、進学・就職するのか、芸能人として生きていくのか、進路に苦悩する二人（の女子高生）が取り上げられた。
- 2001年は1月の2ndシングル『10年後』を皮切りに、11月の『いつものところへ』まで計4枚のシングルをリリースし、同年9月には、唯一のアルバム『チョコバナナ』をリリースした。
- 2002年はひとりでできるもん!どきドキキッチンの企画盤（『あっちこっち しあわせ』収録）と、シングル『がんばれ自分!』のリリースだけに留まり、音楽活動は失速した様に見えた。この状況は折しも、2001年秋頃にHEAT WAVEが企業使命である収益を上げる事が出来ないばかりか逆に大赤字経営が続いて資本金を使い果たしたため、親会社の日本コロムビアへ再統合され、その親会社もリップルウッド主導による、大幅なリストラを伴う企業再建を実施し始めた事も関係しているとされている。
- 2003年はCDリリースが全く無くなり、2004年3月末を以て解散となった。この情報は公式サイト上でしか発表されなかった。
- 活動期間中は宮崎と東京間を航空機で往復しながら、ラジオパーソナリティ、「はなまるカフェ（はなまるマーケット）」のコーナージングル担当や、「笑っていいとも!」の曜日レギュラー出演、花王「ビオレ」のCMに出演し、タレント的な活動もしていた。
- 「とんねるずのみなさんのおかげでした」の食わず嫌い王にでた際「まいうー」を連発し、今時業界人でも誰も使ってないと笑われ続けた。しかし収録が終わった数週間後からホンジャマカの石塚英彦が使い始めたことから、まいうーの火付け役になったともいえる。

## 解散後
- 児玉は地元宮崎でテレビ・ラジオにレギュラー出演している他、北諸県郡三股町に本店を持つ餃子専門店の「ぎょうざの丸岡」のCMソングを歌っており（元々は、男性ボーカルで歌われている。こちらもCM使われているが、児玉自身が歌っているバージョンはMRTラジオのCMで放送している）、さらに、地元にてライブ活動も行っている、いわゆるローカルタレントとして活躍中である。なお、2007年9月28日に宮崎放送製作（九州地区のTBS系列局で放送）の特別バラエティー番組「そのまんま宮崎こんねぇ～!」に東国原英夫宮崎県知事（当時）、ビビる大木、相沢真紀、ザブングルと共演した。
- 2011年5月5日、児玉はブログにて結婚を報告し、12月22日、MRTラジオ「スイッチ音♪TIME」放送中に妊娠を報告した。
- 梅原は東京に移り、ソロで音楽活動を続けている。現在はいろハモニカとのユニット「モニパラ」として活動中。

## ディスコグラフィー

### シングル
山田君（2000年7月29日）
ルーツとなった「ぞうさん公園」で歌う0930のPVが制作されている。
10年後（2001年2月21日）
当時日立グループであった東京モノレール（昭和島駅）の車両の前で、軌道の上に立つ0930のジャケットや、走行中のモノレール車内で歌う0930を撮影したPVが制作されている。
おはし（2001年6月1日）
「ジャングルはいつもハレのちグゥ」主題歌。
がんばるひと（2001年7月20日）
PV撮影時に「がんばるひと」を公式サイト上で自薦他薦問わず募集し、選ばれた若者（はとバスのガイド、東京モノレールの駅員など）の仕事にがんばる姿と、0930が赤坂の日本コロムビア社屋（当時）屋上で歌うPVが制作されている。
C/Wの「なかよし」は、『めざまし天気』の2001年夏季テーマソングとしてタイアップしている。
いつものところへ（2001年12月8日）
全国高等学校ラグビーフットボール大会（毎日放送発）テーマソング。0930が出演する番宣も放送された。「チョコバナナ」収録曲とはアレンジが異なる。
がんばれ自分!（2002年11月27日）

### アルバム
- チョコバナナ（2001年9月26日）

### その他
- あっちこっち しあわせ（2002年6月21日。両A面シングル「ぜったいに元気！／あっちこっち しあわせ 」収録）

「ひとりでできるもん!どきドキキッチン」のエンディングテーマ。2002年4月の番組開始から、番組終了と解散が重なる2004年3月までの月曜～金曜日に放送された。
児玉美代（0930解散後）
- あまおと（2007年8月22日　コダマミヨ名義。宮崎の西村楽器で発売）

## 出演
テレビ
0930時代
- 笑っていいとも!（フジテレビ、2001年4月 - 2002年9月）

ラジオ
- ナインティナインの@llnightnippon.com（ニッポン放送。2001年4月26日放送。ゲスト）
- 大江千里のLive Depot（TOKYO FM。2001年8月30日放送。ゲスト）
- オレたちやってま〜す（MBSラジオ）
- 0930となごみ系

解散後（児玉美代）
テレビ
- 愛wantCHU（宮崎放送）
- 土曜ゴジヤジ（宮崎放送。終了）
- そのまんま宮崎来んねぇ～!（宮崎放送）
- ゴゴイチ!（宮崎放送。「土曜の王様 ドッキングラジオ」と同時生放送で出演した。現在は終了）

ラジオ
- 土曜の王様 ドッキングラジオ（宮崎放送）
- 日向かぼちゃでこんにちは（宮崎放送。？～2008年3月、2008年10月～2009年4月3日）
- ムーキン戦隊デジラジャー（宮崎放送。オダーマとして）
- 土曜ヒルラジ（宮崎放送。終了）
- MRTスーパーワイドバリッと朝（宮崎放送。現在は降板）
- Musication（宮崎サンシャインエフエム。終了）
- 生ラジオおだまにあ（宮崎サンシャインエフエム。終了）
- スイッチ音♪TIME（宮崎放送 2011年）

CM
テレビ、ラジオ
- ぎょうざの丸岡（CMソング歌唱）

ラジオ
- Auto Terrace 花ヶ島（宮崎市花ヶ島町にあるホンダの中古車センター）